# José de Posada Herrera

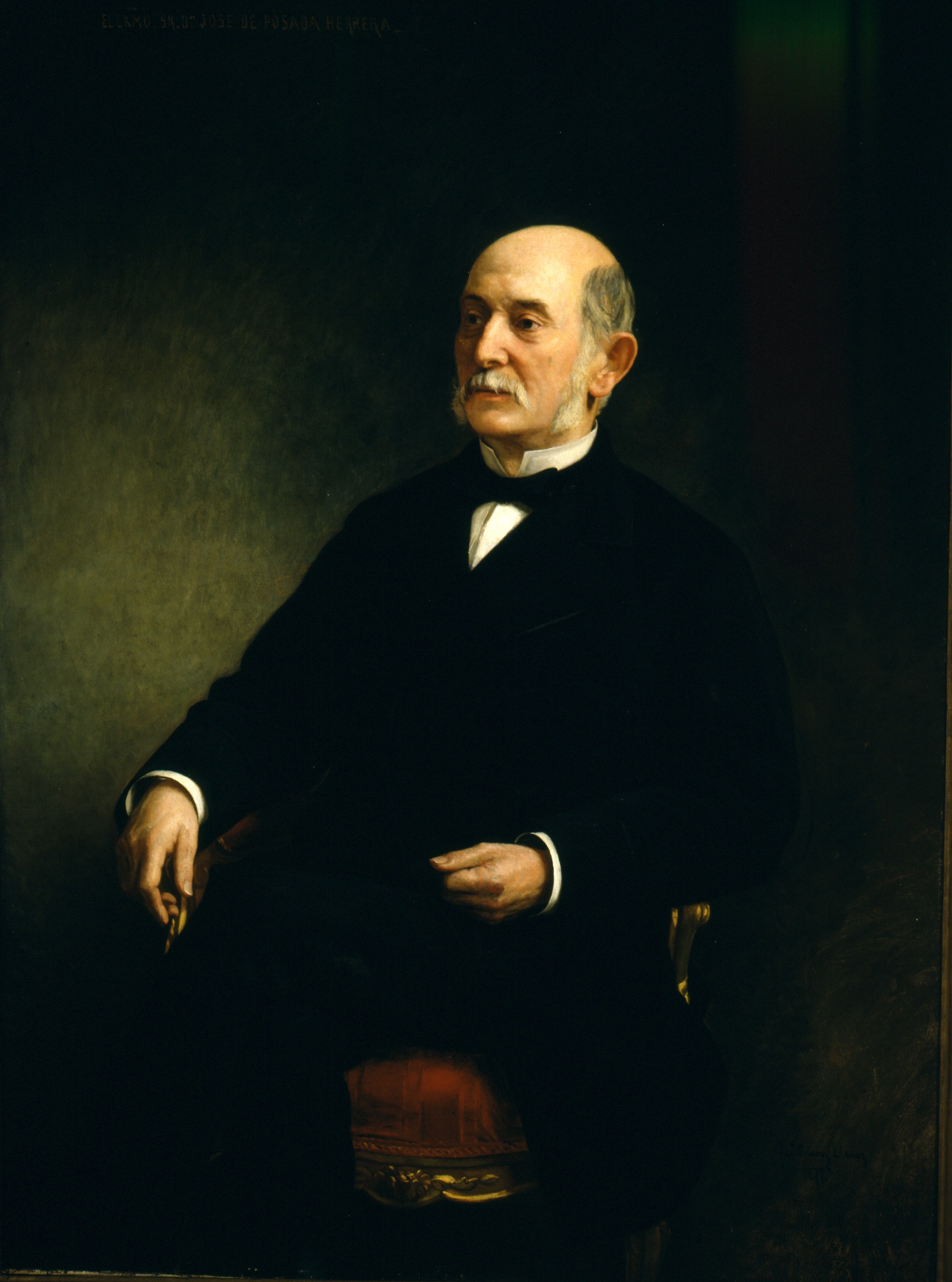
José de Posada Herrera (Gemälde von Ignacio Suárez Llanos, Congreso de los Diputados, 1877)

José de Posada Herrera (* 31. März 1814 in Llanes (Asturien); † 7. September 1885 in Lianes (Asturien)) war ein spanischer Politiker und Regierungspräsident Spaniens (Presidente del Gobierno).

## Biografie

### Studium, berufliche Laufbahn und Herrschaft von Isabella II.
Nach der Schulausbildung absolvierte er ein Studium der Rechtswissenschaften und der Wirtschaft an der Universität Oviedo. Nach Beendigung des Studiums (Licenciatura) im Jahr 1832 wurde er bereits 1838 zum Professor für Rechtswissenschaften an die Universität Oviedo berufen. 1843 wurde er darüber hinaus Teilhaber eines Repetitoriums (Docta Casa) sowie Dozent an der Sonderschule für Verwaltung (Escuela Especial de Administración), deren Direktor er später auch war.
Seine politische Laufbahn begann er am 24. Juli 1839, als er als Mitglied der Progressiven Partei (Partido Progresista) erstmals zum Abgeordneten des Parlaments (Congreso de los Diputados) gewählt wurde, wo er mit wenigen Unterbrechungen bis März 1871 die Interessen der Wahlkreise Oviedo, León, Santander und Murcia vertrat. Später trat er aus Opposition gegen Salustiano Olózaga der Moderaten Partei (Partido Moderado) bei und wurde zum Unterstützer der Gegner von Baldomero Espartero, dem Regenten zwischen 1840 und 1843. 1846 war er außerdem Sekretär des Staatsrates (Consejo de Estado).
Am 14. Mai 1858 wurde er als Innenminister (Ministro de Gobernación) in das Kabinett von Francisco Javier de Istúriz berufen. Dieses Amt behielt er auch nach der Ablösung von Isturiz durch Leopoldo O’Donnell, dessen Regierung er bis zum 17. Januar 1863 angehörte. Während dieser Zeit war er im August 1859 auch amtierender Minister für Gnadengesuche und Justiz (Ministro de Gracia y Justicia), von November bis Dezember 1861 amtierender Minister für Förderungen (Ministro de Fomento) sowie von August bis Oktober 1862 erneut amtierender Minister für Gnadengesuche und Justiz während der Abwesenheit der jeweiligen Amtsinhaber. In seiner Amtszeit als Innenminister war er verantwortlich für die Durchführung der Parlamentswahlen von 1858, die von großer Korruption, Suspendierung von Stadträten, Strafverfolgung von Ratsmitgliedern, Ablösung von Zivilbediensteten, Wahlfälschungen und Gewalt gegen Wähler geprägt waren. De Posada Herrara rechtfertigte das Vorgehen der Regierung mit dem moralischen Einfluss auf die Wahlen. Allerdings trugen das spätere Nichthandeln und die Korruption der Regierung zweifellos zum Machtverlust von O’Donnell sowie zum späteren Sturz der Monarchie bei.
Am 21. Juni 1865 wurde er von O’Donnell als Innenminister erneut in die Regierung berufen, der er bis zum 10. Juli 1866 angehörte. Später war er für einige Zeit Gesandter beim Heiligen Stuhl.

### Revolution von 1868, Restauration und Aufstieg zum Regierungspräsidenten
Nach der erfolgreichen Revolution von 1868 (La Gloriosa) gehörte er aufgrund seiner langjährigen rechtlichen und politische Erfahrungen zu den Verfassern der Verfassungen (Constitución española) von 1869 und 1876.
Nach der Wiederherstellung der Monarchie (Restauración borbónica) und dem Beginn der König Alfons XII. wurde er am 20. Januar 1876 erneut zum Abgeordneten des Parlaments gewählt, wo er nunmehr die Wahlkreise von Oviedo, Santander und Madrid bis April 1884 vertrat. Während dieser Zeit war er auch mehrfach Präsident des Parlaments (Presidente de la Cámara) und zwar von Februar 1876 bis Januar 1877, Januar 1878, September 1881 bis November 1882 sowie von Dezember 1882 bis Juli 1883. Während der Legislaturperiode von 1882 bis 1883 war er Senator.
Am 13. Oktober 1883 wurde er als Nachfolger von Práxedes Mateo Sagasta selbst zum Regierungspräsident Spaniens (Presidente del Gobierno) ernannt. Allerdings musste er dieses Amt nach einer Abstimmungsniederlage im Parlament bereits am 18. Januar 1884 an seinen Nachfolger Antonio Cánovas del Castillo übergeben.
De Posada Herrera war außerdem nicht nur von 1864 bis 1865 Präsident der Königlichen Akademie für Rechtswissenschaften und Gesetzgebung (Real Academia de Jurisprudencia y Legislación), sondern auch von 1865 bis 1868 Präsident des Ateneo de Madrid.